# Aiguille Savoie
L'aiguille Savoie est un sommet de France et d'Italie situé sur la frontière, dans le massif du Mont-Blanc, entre le cirque glaciaire du Talèfre au nord-ouest et celui de Triolet au sud-est, sur l'arête rocheuse reliant l'aiguille de Triolet au nord-est et l'aiguille de Talèfre au sud-ouest,.